# Bahnstrecke Lohja–Lohjanjärvi
| |                          |                                         |                                         |
| Streckenlänge: | 6 km                     |                                         |                                         |
| Spurweite: | 1524 mm (Russische Spur) |                                         |                                         |
| Maximale Neigung: | 16,5 ‰                   |                                         |                                         |
| |                          |                                         |                                         |
| \| \| \| Bahnstrecke Hyvinkää–Karis von Hyvinkää \| \| \| \| 122,695 \| Lohja \| Lohja \| \| \| \| Bahnstrecke Hyvinkää–Karis nach Karis \| \| \| \| \| Valtatie 25 \| \| \| \| 126,400 \| Tytyri \| Tytyri \| \| \| \| Karstuntie 1070 \| \| \| \| 128,036 \| Lohjanjärvi \| Lohjanjärvi \| |                          |                                         |                                         |
| Strecke |                          | Bahnstrecke Hyvinkää–Karis von Hyvinkää | Bahnstrecke Hyvinkää–Karis von Hyvinkää |
| Bahnhof | 122,695                  | Lohja                                   | Lohja                                   |
| Abzweig ehemals geradeaus und nach links |                          | Bahnstrecke Hyvinkää–Karis nach Karis   | Bahnstrecke Hyvinkää–Karis nach Karis   |
| Strecke mit Straßenbrücke (Strecke außer Betrieb) |                          | Valtatie 25                             | Valtatie 25                             |
| Bahnhof (Strecke außer Betrieb) | 126,400                  | Tytyri                                  | Tytyri                                  |
| Bahnübergang (Strecke außer Betrieb) |                          | Karstuntie 1070                         | Karstuntie 1070                         |
| Kopfbahnhof Streckenende (Strecke außer Betrieb) | 128,036                  | Lohjanjärvi                             | Lohjanjärvi                             |

Die Bahnstrecke Lohja–Lohjanjärvi war eine finnische Güterzugstrecke von Lohja nach Pitkäniemi am Ufer des Lohjanjärvi. Gebaut und betrieben wurde die Strecke von der staatlichen VR-Yhtymä.

## Geschichte
Der Bau der Strecke wurde 1927 begonnen und 1928 abgeschlossen. Sie diente hauptsächlich den Transporten zur Papierfabrik Pitkäniemi. Sie hatte drei Brücken und vier Bahnübergänge. Der Schienenverkehr auf der Strecke endete 2010. Grund dafür waren die hohen Frachtpreise der VR, die nicht mehr mit dem LKW konkurrieren konnten. Die Papierfabrik verbrauchte 5.000 Tonnen Cellulose pro Monat, dies entspricht einem Dutzend LKW-Ladungen pro Tag. Danach fuhren nur noch einige Museumszüge. Am 10. August 2012 fuhr ein Inspektionszug nach Lohjanjärvi. Seit dem Frühjahr 2013 ist die Strecke für den Verkehr gesperrt, da auf der Strecke am Bahnhof Lohja ein Parkplatz errichtet wurde. Die Strecke konnte bis zu diesem Zeitpunkt bei Bedarf erneut bedient werden.
Die Instandhaltung wurde 2014 eingestellt.
Nach Betriebseröffnung verkehrten auch Reisezüge zum Stadtbahnhof und zum Hafenbahnhof. Der Zeitpunkt der Einstellung des Personenverkehrs ist nicht feststellbar.
2018 fanden auf Anweisung des Ministeriums für Verkehr und Kommunikation (finnisch Liikenne- ja viestintäministeriö) (LVM) Beratungen hinsichtlich der Stilllegung der Strecke gemäß §79 des finnischen Eisenbahngesetzes (RataL) statt. Details waren die anschließend zu veräußernden Grundstücke sowie die Maßnahmen vor der Stilllegung mit ihren Auswirkungen und eine Kostenschätzungen dieser Arbeiten. Darüber hinaus wird untersucht, inwieweit die genutzten Grundstücke aus umweltrechtlicher Sicht verschmutzt sind.
Das Ministerium kann auf der Grundlage des von der finnischen Transportagentur erstellten Streckenplans eine Schließungsentscheidung treffen, wenn nach §79 die Strecke nicht mehr für den Betrieb einer Eisenbahn genutzt wird, wenn eine solche Nutzung nicht zu erwarten ist, oder der Eisenbahnverkehr unbedeutend und wirtschaftlich nicht rentabel ist, um mit öffentlichen Mitteln sicher durchgeführt zu werden. Die Strecke wird zudem nicht als Privatgleis genutzt. Die Erreichbarkeit des Gebiets und die Transportbedürfnisse müssen auf andere Weise sichergestellt werden.
In der ersten Junihälfte 2020 wurde die Weiche zur Hafenstrecke im Bahnhof Lohja abgebaut. Im Herbst 2020 wurde die Strecke komplett abgebaut.